# Jaime Alguersuari
Jaime Victor Alguersuari Escudero (ur. 23 marca 1990 w Barcelonie) – hiszpański były kierowca wyścigowy oraz DJ tworzący pod pseudonimem „Squire”. W latach 2009–2011 kierowca zespołu Scuderia Toro Rosso w Formule 1.

## Życiorys

### Początki kariery
Karierę wyścigową rozpoczął w 1997 w kartingu. W wieku 13 lat zaczął rywalizację w Europie, biorąc udział w kilku europejskich mistrzostwach. Pomiędzy 2003 i 2004 rywalizował w kategorii ICA Junior i uzyskał świetne wyniki zarówno w Hiszpanii jak i w Europie. W 2004 zdobył bezdyskusyjnie Mistrzostwo Hiszpanii, wygrywając wszystkie wyścigi i zostając najmłodszym mistrzem w historii. W tym samym roku Jaime zdominował Międzynarodowy Puchar Mistrzów. Następnie zajął 4. miejsce w Italian Open Masters i 7. miejsce w finale Mistrzostw Europy.
W 2005 Alguersuari został kierowcą teamu Intrepid, startując w kategorii ICA Junior, z którym następnie zdobył Mistrzostwo Hiszpanii. W wieku zaledwie 15 lat zajął drugie miejsce w swoim debiucie w FIA World Cup Asia Pacific na torze Suzuka. Przez cały rok Jaime łączył swoje wygrane w kartingu ze zdobywaniem pierwszego doświadczenia w wyścigach Formuły, jeżdżąc w Formule Junior 1.6 by Renault we Włoszech, jako członek zespołu Tomcat Racing. Jaime został najmłodszym kierowcą w historii tych mistrzostw, który wygrał wyścig. Po dwóch wspaniałych wygranych, w końcowej klasyfikacji zajął 3. miejsce.
W 2006 Hiszpan brał udział w prestiżowej Włoskiej Formule Renault 2.0, zostając najmłodszym kierowcą w historii tej serii, który stanął na podium. W końcowej klasyfikacji zajął 10. miejsce i otrzymał nagrodę najlepszego debiutanta roku. Poza tym Jaime łączył swoje starty we Włoszech, z udziałem w Formule Eurocup Renault 2.0, ostatecznie zajmując tam 12. miejsce. W tym samym roku, odnosząc 4 zwycięstwa, wygrał zimowy odpowiednik tej serii, stając się tym samym najmłodszym mistrzem w historii.
W 2007 Alguersuari kontynuował starty w tych seriach. Ostatecznie zajął drugie miejsce we włoskich mistrzostwach i piąte w europejskiej serii.
W 2008 Jaime stawiał swoje pierwsze kroki w Brytyjskiej Formule 3. Ścigając się w zespole Carlin Motorsport, odniósł pięć zwycięstw i mając 18 lat i 203 dni, został najmłodszym zwycięzcą tej serii w dotychczasowej historii. W nagrodę za zwycięstwo otrzymał możliwość uczestnictwa w testach z zespołem Red Bull Racing, które odbyły się na torze Idiada w Hiszpanii. Również w tym sezonie Hiszpan zaliczył kilka startów w rodzinnych mistrzostwach hiszpańskiej F3. Alguersuari odniósł trzy zwycięstwa w tej serii, wygrywając w swoim debiucie w Jaramai i zostając pierwszym zwycięzcą na torze ulicznym w Walencji. W końcowej klasyfikacji zajął 7. miejsce.
W 2009 roku rywalizował w World Series by Renault, kontynuując swoją współpracę z zespołem Carlin Motorsport i kolegą z zespołu, Brytyjczykiem, Oliverem Turvey.

### Formuła 1

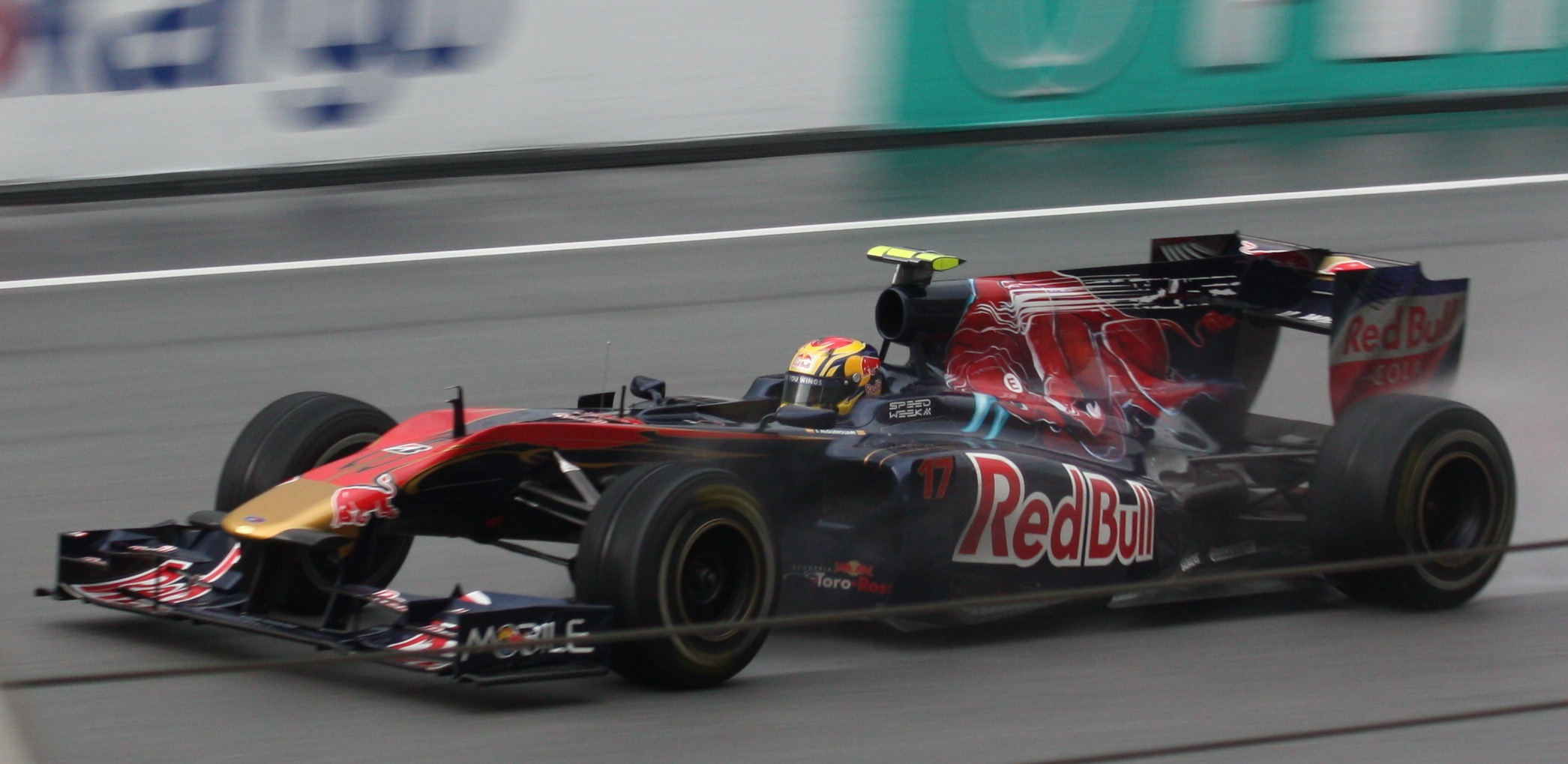
Jaime Alguersuari podczas Grand Prix Malezji (2010)

W roku 2009 Alguersuari został rezerwowym kierowcą Red Bull Racing i Scuderia Toro Rosso, tym samym dołączając do elitarnego grona kierowców Formuły 1.
20 lipca Scuderia Toro Rosso potwierdziło, że Jaime zastąpi zwolnionego wcześniej Sébastiena Bourdais, dzięki czemu Alguersuari został najmłodszym kierowcą w historii Formuły 1. Zadebiutował w Grand Prix Węgier 2009, zajmując 15. miejsce.
22 stycznia 2010 Alguersuari został potwierdzony jako drugi kierowca STR w sezonie 2010. Dysponuje mało konkurencyjnym bolidem co sprawia, że punktuje zaledwie w trzech wyścigach. Pomimo słabych rezultatów jest chwalony wśród ekspertów i przełożonych za dokonanie dużego postępu. Pozostaje w stajni STR na rok 2011.
Sezon 2011 to sezon zaciętej walki o utrzymanie w zespole, ponieważ ciążyła nad nim duża presja związana z konkurencją ze strony innych kierowców programu Red Bulla. Zespół Toro Rosso zbudowało w tym roku znacznie lepszą konstrukcję, która dawała szansę na zdobywanie punktów, co pozwoliło w ostatecznej klasyfikacji generalnej wskoczyć na 14. miejsce. Dla większości ekspertów oraz komentatorów, był to najlepszy sezon Jaimego pod względem jazdy, nie zagwarantowało mu to miejsca na sezon 2012.

### Po Formule 1
Hiszpan powrócił do regularnego ścigania w 2014 roku w ADAC GT Masters, gdzie uplasował się na 29 pozycji. Wystartował również gościnnie w Stock Car Brasil. W sezonie 2014/2015 Hiszpan podpisał kontrakt z brytyjską ekipą Virgin Racing na starty w Formule E. W ciągu dziewięciu wyścigów, w których wystartował, uzbierał łącznie 30 punktów. Został sklasyfikowany na trzynastej pozycji w końcowej klasyfikacji kierowców.
Po początkowym zawieszeniu startów w Formule E z przyczyn zdrowotnych, 1 października 2015 roku zakończył karierę kierowcy wyścigowego.

### Kariera muzyczna
Alguersuari zakończył pracę nad swoim debiutanckim albumem muzycznym we wrześniu 2011 roku. Jego pierwszy album studyjny, wydany pod pseudonimem Squire nosi nazwę Organic Life, nagrał go w Barcelonie. Jest to dwupłytowy album. Został wydany 13 września. Kilka dni po premierze płyta stała się numerem 1 w hiszpańskiej wersji serwisu iTunes.

## Wyniki

### Formuła 1
| Legenda oznaczeń w tabelach wyników Wyświetl szablon na nowej stronie | Legenda oznaczeń w tabelach wyników Wyświetl szablon na nowej stronie                                                                     |
| Oznaczenie                                                            | Wyjaśnienie |
| --------------------------------------------------------------------- | --- |
| Złoty                                                                 | Zwycięzca lub mistrzostwo |
| Srebrny                                                               | 2. miejsce lub wicemistrzostwo |
| Brązowy                                                               | 3. miejsce lub II wicemistrzostwo |
| Zielony                                                               | Ukończył, punktował (w klasyfikacji generalnej, gdy zdobył co najmniej jeden punkt na przestrzeni sezonu, poza trzema powyższymi opcjami) |
| Niebieski                                                             | Ukończył, nie punktował (w klasyfikacji generalnej, gdy nie zdobył co najmniej jednego punktu na przestrzeni sezonu)                      |
| Czerwony                                                              | Nie zakwalifikował się (NZ) |
| Czerwony                                                              | Nie prekwalifikował się (NPK) |
| Różowy                                                                | Nie ukończył (NU) |
| Różowy                                                                | Niesklasyfikowany (NS) (w klasyfikacji generalnej, gdy nie został sklasyfikowany w żadnym wyścigu sezonu)                                 |
| Czarny                                                                | Zdyskwalifikowany (DK) |
| Czarny                                                                | Wykluczony (WYK/EX) |
| Biały                                                                 | Nie wystartował (NW) |
| Biały                                                                 | Kontuzjowany (K/INJ) |
| Biały                                                                 | Wyścig odwołany (OD/C) |
| Bez koloru                                                            | Został wycofany (WYC/WD) |
| Bez koloru                                                            | Nie przybył (NP/DNA) |
| Bez koloru                                                            | Nie brał udziału w treningach (NT/DNP) |
| Bez koloru                                                            | Nie został zgłoszony (–) |
| Pogrubienie                                                           | Start z pole position |
| Kursywa                                                               | Najszybsze okrążenie wyścigu |
| †                                                                     | Nie ukończył, ale jego rezultat został zaliczony ze względu na przejechanie więcej niż 90% dystansu wyścigu.                              |
| *                                                                     | Sezon w trakcie |
| 1/2/3                                                                 | Punktowana pozycja w sprincie kwalifikacyjnym                                                                                             |
| Lista systemów punktacji Formuły 1                                    | |

| Sezon | Zespół              | Samochód            | Pozycje startowe / w wyścigach | Pozycje startowe / w wyścigach | Pozycje startowe / w wyścigach | Pozycje startowe / w wyścigach | Pozycje startowe / w wyścigach | Pozycje startowe / w wyścigach | Pozycje startowe / w wyścigach | Pozycje startowe / w wyścigach | Pozycje startowe / w wyścigach | Pozycje startowe / w wyścigach | Pozycje startowe / w wyścigach | Pozycje startowe / w wyścigach | Pozycje startowe / w wyścigach | Pozycje startowe / w wyścigach | Pozycje startowe / w wyścigach | Pozycje startowe / w wyścigach | Pozycje startowe / w wyścigach | Pozycje startowe / w wyścigach | Pozycje startowe / w wyścigach | Pozycje startowe / w wyścigach | Pozycje startowe / w wyścigach |
| Sezon | Zespół              | Silnik              | 1                              | 2                              | 3                              | 4                              | 5                              | 6                              | 7                              | 8                              | 9                              | 10                             | 11                             | 12                             | 13                             | 14                             | 15                             | 16                             | 17                             | 18                             | 19                             | 20                             | 21                             |
| 2009  |                     |                     | Australia                      | Malezja                        |                                | Bahrajn                        | Hiszpania                      | Monako                         | Turcja                         | Wielka Brytania                | Niemcy                         | Węgry                          | Unia Europejska                | Belgia                         | Włochy                         | Singapur                       | Japonia                        | Brazylia                       |                                |                                |                                |                                |                                |
| ----- | ------------------- | ------------------- | ------------------------------ | ------------------------------ | ------------------------------ | ------------------------------ | ------------------------------ | ------------------------------ | ------------------------------ | ------------------------------ | ------------------------------ | ------------------------------ | ------------------------------ | ------------------------------ | ------------------------------ | ------------------------------ | ------------------------------ | ------------------------------ | ------------------------------ | ------------------------------ | ------------------------------ | ------------------------------ | ------------------------------ |
| 2009  | Scuderia Toro Rosso | Toro Rosso STR4     | -                              | -                              | -                              | -                              | -                              | -                              | -                              | -                              | -                              | 19                             | 19                             | 17                             | 20                             | 16                             | 12                             | 12                             | 14                             |                                |                                |                                |                                |
| 2009  | Scuderia Toro Rosso | Ferrari 056 2,4l V8 | -                              | -                              | -                              | -                              | -                              | -                              | -                              | -                              | -                              | 15                             | 16                             | NU                             | NU                             | NU                             | NU                             | 14                             | NU                             |                                |                                |                                |                                |
| 2010  |                     |                     | Bahrajn                        | Australia                      | Malezja                        |                                | Hiszpania                      | Monako                         | Turcja                         | Kanada                         | Unia Europejska                | Wielka Brytania                | Niemcy                         | Węgry                          | Belgia                         | Włochy                         | Singapur                       | Japonia                        | Korea Południowa               | Brazylia                       |                                |                                |                                |
| 2010  | Scuderia Toro Rosso | Toro Rosso STR5     | 18                             | 17                             | 14                             | 12                             | 16                             | 17                             | 16                             | 16                             | 17                             | 18                             | 15                             | 17                             | 13                             | 15                             | 11                             | 16                             | 15                             | 14                             | 17                             |                                |                                |
| 2010  | Scuderia Toro Rosso | Ferrari 056 2,4l V8 | 13                             | 11                             | 9                              | 13                             | 10                             | 11                             | 12                             | 12                             | 13                             | NU                             | 15                             | NU                             | 13                             | 15                             | 12                             | 11                             | 11                             | 11                             | 9                              |                                |                                |
| 2011  |                     |                     | Australia                      | Malezja                        |                                | Turcja                         | Hiszpania                      | Monako                         | Kanada                         | Unia Europejska                | Wielka Brytania                | Niemcy                         | Węgry                          | Belgia                         | Włochy                         | Singapur                       | Japonia                        | Korea Południowa               | Indie                          |                                | Brazylia                       |                                |                                |
| 2011  | Scuderia Toro Rosso | Toro Rosso STR6     | 12                             | 13                             | 7                              | 17                             | 13                             | 20                             | PIT                            | 18                             | 18                             | 17                             | 16                             | 6                              | 18                             | 16                             | 16                             | 11                             | 10                             | 15                             | 13                             |                                |                                |
| 2011  | Scuderia Toro Rosso | Ferrari 056 2,4l V8 | 11                             | 14                             | NU                             | 16                             | 16                             | NU                             | 8                              | 8                              | 10                             | 12                             | 10                             | NU                             | 7                              | 21                             | 15                             | 7                              | 8                              | 15                             | 11                             |                                |                                |

### Formuła Renault 3.5
| Legenda oznaczeń w tabelach wyników Wyświetl szablon na nowej stronie | Legenda oznaczeń w tabelach wyników Wyświetl szablon na nowej stronie                                                                     |
| Oznaczenie                                                            | Wyjaśnienie |
| --------------------------------------------------------------------- | --- |
| Złoty                                                                 | Zwycięzca lub mistrzostwo |
| Srebrny                                                               | 2. miejsce lub wicemistrzostwo |
| Brązowy                                                               | 3. miejsce lub II wicemistrzostwo |
| Zielony                                                               | Ukończył, punktował (w klasyfikacji generalnej, gdy zdobył co najmniej jeden punkt na przestrzeni sezonu, poza trzema powyższymi opcjami) |
| Niebieski                                                             | Ukończył, nie punktował (w klasyfikacji generalnej, gdy nie zdobył co najmniej jednego punktu na przestrzeni sezonu)                      |
| Czerwony                                                              | Nie zakwalifikował się (NZ) |
| Czerwony                                                              | Nie prekwalifikował się (NPK) |
| Różowy                                                                | Nie ukończył (NU) |
| Różowy                                                                | Niesklasyfikowany (NS) (w klasyfikacji generalnej, gdy nie został sklasyfikowany w żadnym wyścigu sezonu)                                 |
| Czarny                                                                | Zdyskwalifikowany (DK) |
| Czarny                                                                | Wykluczony (WYK/EX) |
| Biały                                                                 | Nie wystartował (NW) |
| Biały                                                                 | Kontuzjowany (K/INJ) |
| Biały                                                                 | Wyścig odwołany (OD/C) |
| Bez koloru                                                            | Został wycofany (WYC/WD) |
| Bez koloru                                                            | Nie przybył (NP/DNA) |
| Bez koloru                                                            | Nie brał udziału w treningach (NT/DNP) |
| Bez koloru                                                            | Nie został zgłoszony (–) |
| Pogrubienie                                                           | Start z pole position |
| Kursywa                                                               | Najszybsze okrążenie wyścigu |
| †                                                                     | Nie ukończył, ale jego rezultat został zaliczony ze względu na przejechanie więcej niż 90% dystansu wyścigu.                              |
| *                                                                     | Sezon w trakcie |
| 1/2/3                                                                 | Punktowana pozycja w sprincie kwalifikacyjnym                                                                                             |
| Lista systemów punktacji Formuły 1                                    | |

| Rok  | Zespół            | Wyniki w poszczególnych eliminacjach | Wyniki w poszczególnych eliminacjach | Wyniki w poszczególnych eliminacjach | Wyniki w poszczególnych eliminacjach | Wyniki w poszczególnych eliminacjach | Wyniki w poszczególnych eliminacjach | Wyniki w poszczególnych eliminacjach | Wyniki w poszczególnych eliminacjach | Wyniki w poszczególnych eliminacjach | Wyniki w poszczególnych eliminacjach | Wyniki w poszczególnych eliminacjach | Wyniki w poszczególnych eliminacjach | Wyniki w poszczególnych eliminacjach | Wyniki w poszczególnych eliminacjach | Wyniki w poszczególnych eliminacjach | Wyniki w poszczególnych eliminacjach | Wyniki w poszczególnych eliminacjach | Punkty | Pozycja |
| ---- | ----------------- | ------------------------------------ | ------------------------------------ | ------------------------------------ | ------------------------------------ | ------------------------------------ | ------------------------------------ | ------------------------------------ | ------------------------------------ | ------------------------------------ | ------------------------------------ | ------------------------------------ | ------------------------------------ | ------------------------------------ | ------------------------------------ | ------------------------------------ | ------------------------------------ | ------------------------------------ | ------ | ------- |
| 2009 | Carlin Motorsport | CAT                                  | CAT                                  | BEL                                  | BEL                                  | MON                                  | HUN                                  | HUN                                  | GBR                                  | GBR                                  | FRA                                  | FRA                                  | PRT                                  | PRT                                  | DEU                                  | DEU                                  | ARA                                  | ARA                                  | 88     | 6       |
| 2009 | Carlin Motorsport | 5                                    | 16†                                  | 10                                   | 6                                    | 6                                    | 5                                    | 16                                   | 6                                    | 9                                    | 4                                    | 3                                    | 3                                    | 1                                    | 5                                    | 6                                    | 8                                    | 12                                   | 88     | 6       |

### Formuła E
| Legenda oznaczeń w tabelach wyników Wyświetl szablon na nowej stronie | Legenda oznaczeń w tabelach wyników Wyświetl szablon na nowej stronie                                                                     |
| Oznaczenie                                                            | Wyjaśnienie |
| --------------------------------------------------------------------- | --- |
| Złoty                                                                 | Zwycięzca lub mistrzostwo |
| Srebrny                                                               | 2. miejsce lub wicemistrzostwo |
| Brązowy                                                               | 3. miejsce lub II wicemistrzostwo |
| Zielony                                                               | Ukończył, punktował (w klasyfikacji generalnej, gdy zdobył co najmniej jeden punkt na przestrzeni sezonu, poza trzema powyższymi opcjami) |
| Niebieski                                                             | Ukończył, nie punktował (w klasyfikacji generalnej, gdy nie zdobył co najmniej jednego punktu na przestrzeni sezonu)                      |
| Czerwony                                                              | Nie zakwalifikował się (NZ) |
| Czerwony                                                              | Nie prekwalifikował się (NPK) |
| Różowy                                                                | Nie ukończył (NU) |
| Różowy                                                                | Niesklasyfikowany (NS) (w klasyfikacji generalnej, gdy nie został sklasyfikowany w żadnym wyścigu sezonu)                                 |
| Czarny                                                                | Zdyskwalifikowany (DK) |
| Czarny                                                                | Wykluczony (WYK/EX) |
| Biały                                                                 | Nie wystartował (NW) |
| Biały                                                                 | Kontuzjowany (K/INJ) |
| Biały                                                                 | Wyścig odwołany (OD/C) |
| Bez koloru                                                            | Został wycofany (WYC/WD) |
| Bez koloru                                                            | Nie przybył (NP/DNA) |
| Bez koloru                                                            | Nie brał udziału w treningach (NT/DNP) |
| Bez koloru                                                            | Nie został zgłoszony (–) |
| Pogrubienie                                                           | Start z pole position |
| Kursywa                                                               | Najszybsze okrążenie wyścigu |
| †                                                                     | Nie ukończył, ale jego rezultat został zaliczony ze względu na przejechanie więcej niż 90% dystansu wyścigu.                              |
| *                                                                     | Sezon w trakcie |
| 1/2/3                                                                 | Punktowana pozycja w sprincie kwalifikacyjnym                                                                                             |
| Lista systemów punktacji Formuły 1                                    | |

| Rok       | Zespół | Wyniki w poszczególnych eliminacjach | Wyniki w poszczególnych eliminacjach | Wyniki w poszczególnych eliminacjach | Wyniki w poszczególnych eliminacjach | Wyniki w poszczególnych eliminacjach | Wyniki w poszczególnych eliminacjach | Wyniki w poszczególnych eliminacjach | Wyniki w poszczególnych eliminacjach | Wyniki w poszczególnych eliminacjach | Wyniki w poszczególnych eliminacjach | Wyniki w poszczególnych eliminacjach | Punkty | Pozycja |
| --------- | ------ | ------------------------------------ | ------------------------------------ | ------------------------------------ | ------------------------------------ | ------------------------------------ | ------------------------------------ | ------------------------------------ | ------------------------------------ | ------------------------------------ | ------------------------------------ | ------------------------------------ | ------ | ------- |
| 2014/2015 | Virgin |                                      | Malezja                              | Urugwaj                              | Argentyna                            | Stany Zjednoczone                    | Stany Zjednoczone                    | Monako                               | Niemcy                               | Rosja                                | Wielka Brytania                      | Wielka Brytania                      | 30     | 13      |
| 2014/2015 | Virgin | 11                                   | 9                                    | 5                                    | 4                                    | 11                                   | 8                                    | NU                                   | 12                                   | 13                                   | –                                    | –                                    | 30     | 13      |

## Dyskografia

### Albumy studyjne
| Rok  | Dane dot. albumu                                                                                                  |
| ---- | --- |
| 2011 | Organic Life - Wydany: 13 września 2011 - Wytwórnia: Drum Music, East Asia Music - Format: 2×CD, digital download |

### EP
| Rok  | Dane dot. albumu                                                                                                  |
| ---- | --- |
| 2012 | Anomalie Movini EP - Wydany: 31 maja 2012 - Wytwórnia: MetroDanceRecords - Format: Digital download               |
| 2013 | Intergalactic EP - Wydany: 29 stycznia 2013 - Wytwórnia: Nurvous Records - Format: Digital download               |
| 2013 | Squire EP - Wydany: 13 maja 2013 - Wytwórnia: Electronique NU - Format: Digital download                          |
| 2013 | Shaving Cream EP - Wydany: 29 lipca 2013 - Wytwórnia: Elite Records - Format: Digital download                    |
| 2013 | Jump Higher EP (& Adam Stacks) - Wydany: 17 października 2013 - Wytwórnia: Street King - Format: Digital download |
| 2013 | Way’s Story EP - Wydany: 11 grudnia 2013 - Wytwórnia: Neim - Format: Digital download                             |
| 2014 | Follow You - Wydany: 17 marca 2014 - Wytwórnia: Suruba - Format: Digital download                                 |
| 2014 | Nibiru EP - Wydany: 23 czerwca 2014 - Wytwórnia: Cream Couture Records - Format: Digital download                 |

### Single
| Rok  | Tytuł             |
| ---- | ----------------- |
| 2013 | „Anomalie Movini” |

### Pozostałe utwory
| Rok  | Tytuł       | Uwagi                                               |
| ---- | ----------- | --------------------------------------------------- |
| 2014 | „Road Life” | Wydany na kompilacji Sullivan Room Record Crate 002 |

### Remiksy
| Rok  | Tytuł                                   | Artysta              |
| ---- | --------------------------------------- | -------------------- |
| 2012 | „Whos Got Samba” (Squire Musical Remix) | Mar-T                |
| 2012 | „Shambles” (Squire Remix)               | Matthew Lima & Maiki |
| 2014 | „Fearback” (Squire Remix)               | Affkt                |
| 2014 | „Baby” (Squire Remix)                   | Volac                |
| 2014 | „Save Me” (Squire Remix)                | Roi Okev             |
| 2014 | „Get Good Kid” (Squire (Spain) Remix)   | Nathan Barato        |

### Teledyski
| Rok  | Tytuł          | Reżyser |
| ---- | -------------- | ------- |
| 2011 | „Organic Life” | –       |